# Donlacu
Donlacu es un despoblado que actualmente forma parte del municipio de Salvatierra, en la provincia de Álava, País Vasco (España).

## Historia
Perteneciente a la Hermandad de Salvatierra, en 1802 el despoblado pertenecía ya a Salvatierra.